# Peiden-Bad

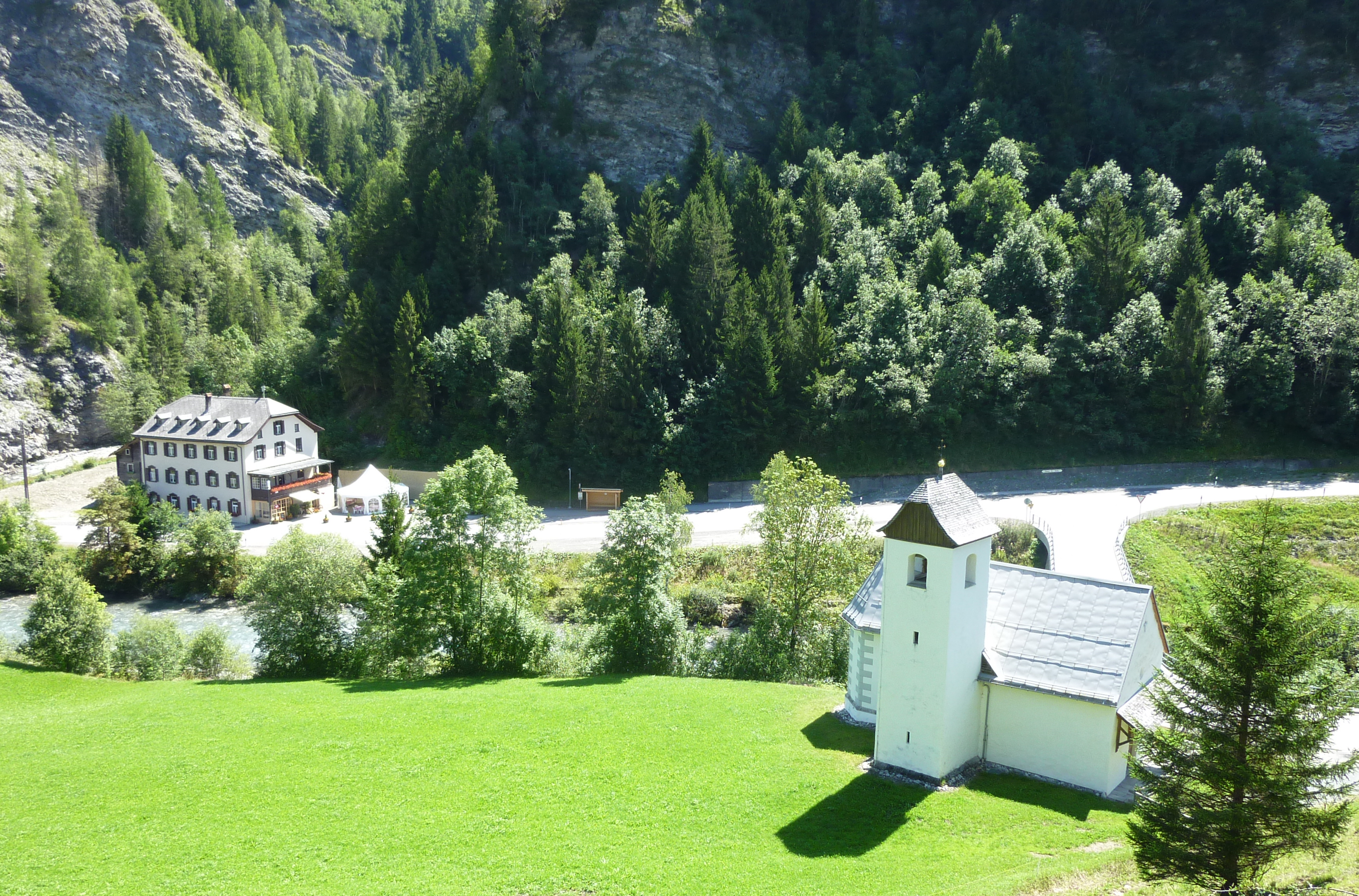
Gasthof Peiden-Bad mit Kirche St. Luzius

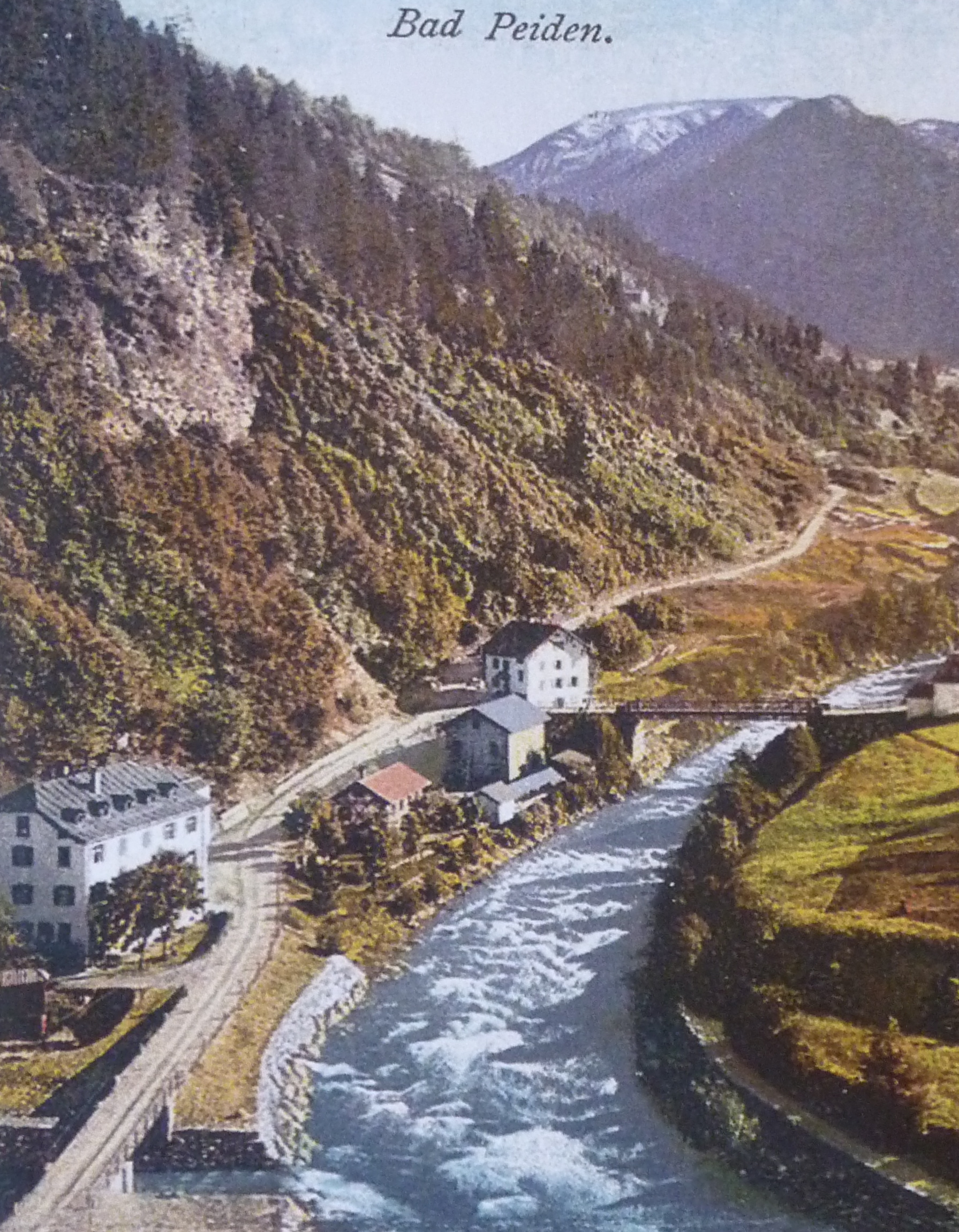
Historische Ansicht talaufwärts: links das Hotel, in der Mitte Dépendance und Nebengebäude

Peiden-Bad liegt unterhalb des Dorfes Peiden in der Gemeinde Lumnezia im Valsertal im Kanton Graubünden.

## Geschichte
Peiden-Bad wurde bekannt durch das seit dem 13. Jahrhundert bekannte Bad, das durch Wasser aus drei Mineralquellen gespeist wurde. Die Bade- und die Frauenquelle (heute Markusquelle) liegen in der Nähe des Gasthofes. Die Luziusquelle entspringt rund 100 Meter oberhalb der Kirche St. Luzius auf der linken Seite des Glenner und wurde 1862 gefasst.
Gemäss einer Urkunde von 1563 gehörten diese Mineralquellen gemeinsam den Dörfern Camuns und Peiden, welche die Badeanlage einem Caspar de Cabalzar und weiteren Pächtern überliessen. 1780 schreibt Ulysses von Salis, dass die Quelle nur an wenigen Stellen giess-fassstark hervortrete. 1824 wurde die eisenhaltige Badequelle unmittelbar hinter dem Hotel gefasst und unter das Dach hinaufgepumpt. Dort wurde es in riesigen Boilern aufgewärmt und zum Bade- und Kurbetrieb in hölzerne Badewannen im bescheidenen Kurbetrieb eingelassen.
1812 wurden die Quellen durch einen Erdrutsch verschüttet. 1868, damals war das Bad im Besitz von Johann Bartholome Arpagaus, zerstörte eine Überschwemmung die Quellen. Fünf Jahre später wurde das Bad wiedereröffnet. Der Erfolg dieses in den gehobenen Gesellschaftskreisen der Belle Epoque beliebten Bades ermöglichte 1891 den Brüdern Barclamiu und Luzi Arpagaus den Umbau des Badebetriebs zu einem Hotel, das heute noch steht.
1906 wurde bei der Brücke über den Glenner (romanisch: il glogn) eine Dépendance erstellt. Der Kurbetrieb dauerte jeweils von Mitte Juni bis Ende September. Dank der 1910 neu eröffneten Valserstrasse, die von Ilanz direkt durch Peiden-Bad führte, nahm der Betrieb einen weiteren Aufschwung. Zeitweilig füllte der Inhaber Josef Vinzens-Tuor Mineralwasser in Flaschen ab, verkaufte es den Gästen oder vertrieb es als Peidner Mineral- und Medicinalwasser an andere Interessenten.
Nach dem Ausbruch des Ersten Weltkriegs blieben die Gäste aus. Der Badebetrieb wurde eingestellt, das Hotel jedoch seither als Gasthof weitergeführt. Am 1. Januar 1963 kam die Anlage in den Besitz der Churer Rhätischen Aktienbrauerei, die die Quellen jedoch nicht nutzte. Um 1980 wurden Dépendance und Nebengebäude am rechten Ufer des Glenner abgebrochen. Gegenwärtig (Sommer 2010) ist der Betrieb im Besitz der Bad Peiden AG.

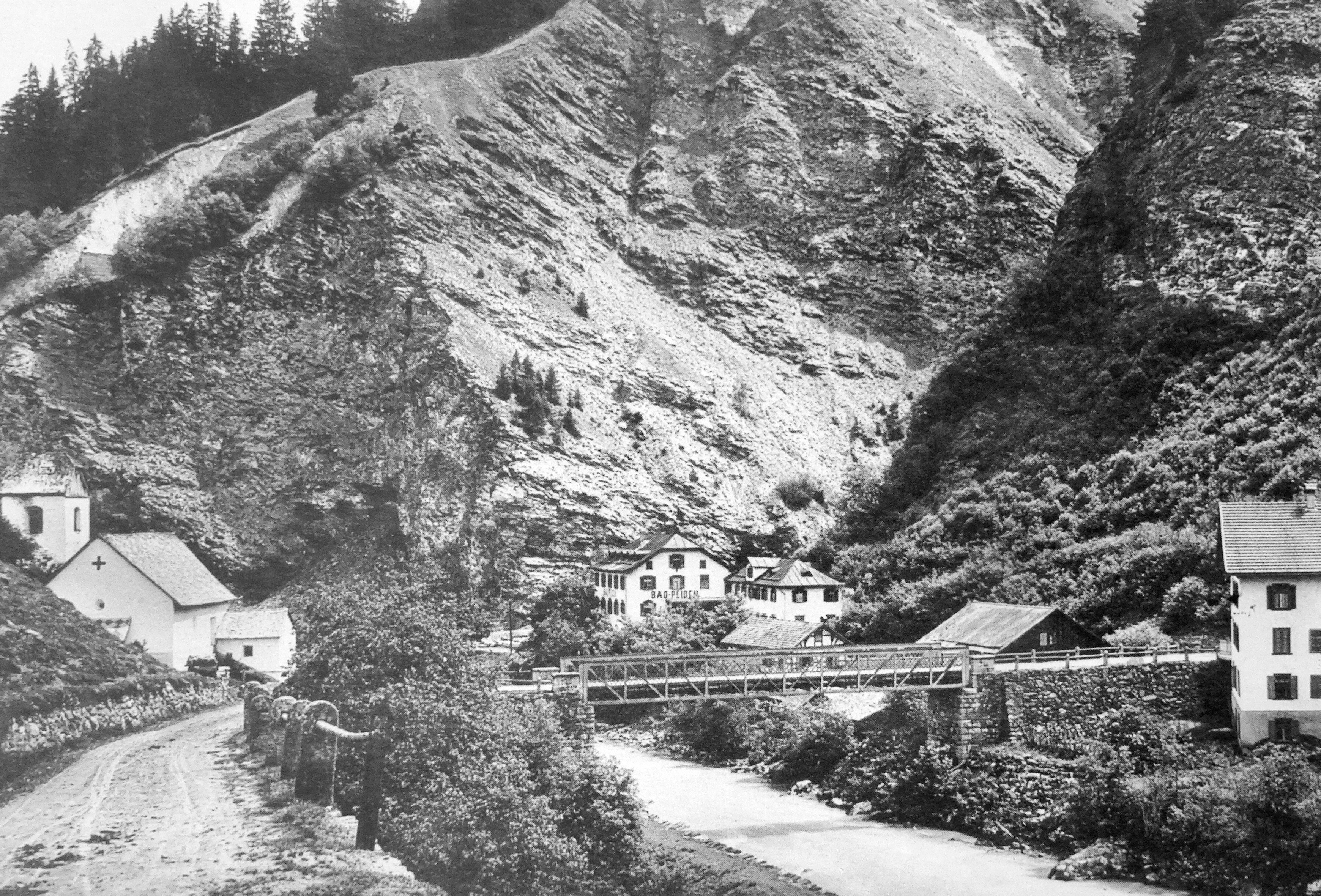
Hotel Peiden-Bad um 1900
Hotel Peiden-Bad um 1948
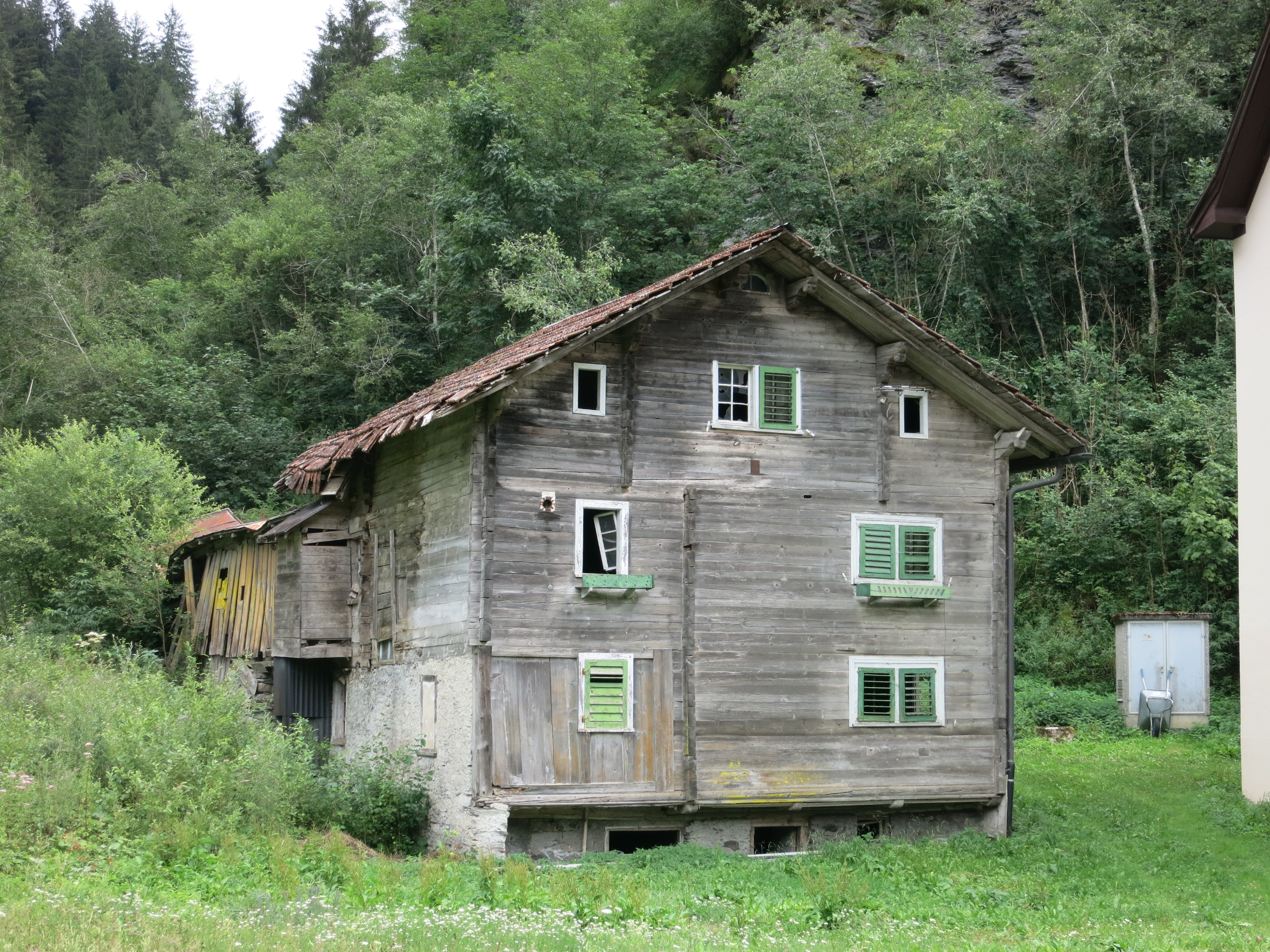
Alte Sägerei neben dem Hotel Peiden-Bad
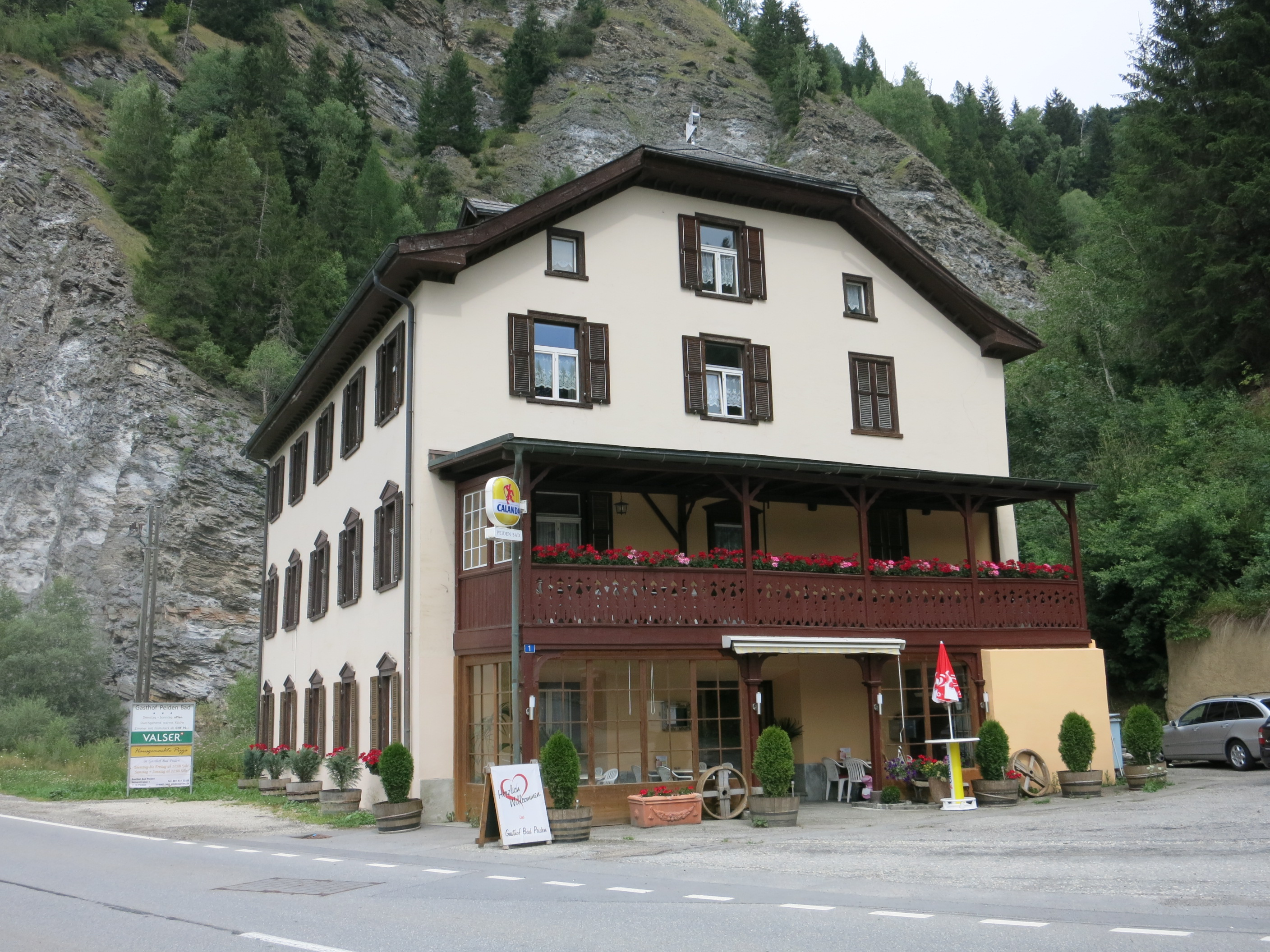
Hotel Peiden-Bad um 2015